# Szaban Abd al-Latif
Szaban Safi Abd ar-Razik Abd al-Latif, Shaaban Safy Abdelrazek Abdellatif (arab. شعبان صافي عبدالرازق عبداللطيف; ur. 21 października 2002) – egipski zapaśnik walczący w stylu klasycznym. Złoty medalista mistrzostw Afryki w 2024 roku.